# Амарони
Амарони (итал. Amaroni) — город в Италии, расположен в регионе Калабрия, подчинён административному центру Катандзаро (провинция).
Население составляет 1 825 человек, плотность населения составляет 184,72 чел./км². Занимает площадь 9,88 км². Почтовый индекс — 88050. Телефонный код — 00961.
Покровительницей коммуны почитается святая великомученица Варвара. Праздник города ежегодно празднуется 31 июля.

## Демография
| Динамика населения |
|                    |
| По данным ISTAT    |